# Максисько Теофіл Степанович
Теофіл Степанович Макси́сько (нар. 23 червня 1932, Цетуля — пом. 23 травня 1987, Львів) — український радянський живописець і педагог.

## Біографія
Народився 23 червня 1932 року в селі Цетуля (нині Ярославський повіт Підкарпатського воєводства Польщі). 1960 року закінчив Львівський інститут прикладного та декоративного мистецтва, де навчався зокрема у Карло Звіринського, Вітольда Манастирського, Романа Сельського. Дипломна робота — розпис залу Львівського музею етнографії (керівник Карло Звіринський, оцінка — відмінно).
Після здобуття фахової освіти працював у Львівській картинній галереї науковим співробітником і реставратором; у 1962—1967 — викладач і завідуч відділу у Львівському училищі прикладного мистецтва; у 1967—1986 роках — старший викладач Львівського інституту прикладного та декоративного мистецтва. Серед учнів: Головчак Петро Іванович, Господарчук Ярослав Михайлович, Дзиндра Петро Іванович, Заставний Олег Стахович, Климченко Святослав Михайлович, Ковальчук Микола Михайлович, Ковальчук Станіслав Мар'янович, Коровицький Олександр Олександрович, Луцик Володимир Васильович, Марчак Валерій Феофанович, Марчук Володимир Павлович, Мельник-Солудчик Ольга Омелянівна, Москалюк Віктор Макарович, Нестеренко Валерій Олександрович, Соколан Ярослав Тадейович, Стогнут Віктор Станіславович, Шаленко Валерій Семенович, Яців Роман Миронович, Федів Павло Павлович. Помер у Львові 23 травня 1987 року.

## Творчість
Працював у галузях станкового і монументального живопису. У реалістичному стилі створював портрети, пейзажі, натюрморти; розписував церкви. Серед робіт:
- «Натюрморт» (1954);
- диптих «Ткацтво» (1960);
- «Музики» (1960);
- «Ріка Опір біля Сколе» (1965);
- «Володимир Вуйцик» (1967);
- «Л. Турканик» (1976);
- «Батько» (1978);
- «Георгій Басюк» (1979).

Брав участь в обласних мистецьких виставках з 1961 року. Окремі картини художника зберігаються у Музеї етнографії та художнього промислу у Львові.

## Мистецтвознавчий доробок
Досліджував історію художньої освіти Західної України. Автор статей:
- «Львівська художня школа» // «Жовтень» (1968, № 9);
- «До історії Львівської школи художніх промислів та декоративного мистецтва» // «Українське мистецтвознавство» (Київ, 1971, випуск 5);
- «Скульптор Григорій Микитович Кузневич (1871—1948)» // «Українське мистецтвознавство» (Київ, 1974, випуск 6);
- «Художньо-промислові мистецькі школи на Буковині в кінці ХІХ — на початку ХХ століття» // «Високе призначення радянського мистецтва» (Львів, 1979).

Увів у науковий обіг першоджерела (історичну хроніку, шкільні та урядядові документи, статути, каталоги звітів, навчально-методичну літературу), що стосувалися становлення і розвитку декоративно-ужиткової освіти у Львові, західноукраїнському регіоні кінця ХІХ — 1-ї пололовини ХХ століття.